# Welcome to the Black Parade
Welcome to the Black Parade is een nummer van de Amerikaanse rockband My Chemical Romance. Het is de eerste single van hun derde studioalbum The Black Parade.
Het nummer begint dramatisch, met het geluid van marcherende troepen op de achtergrond en een prominent aanwezige piano. Na anderhalve minuut mag de drummer zich echter uitleven en verandert het nummer in een uptempo punkplaat. Het nummer werd in diverse landen een hit. In de Amerikaanse Billboard Hot 100 haalde het de 9e positie. In Nederland moest het nummer het echter doen met een 8e positie in de Tipparade, de Vlaamse Ultratop 50 wist het nummer nog net te bereiken met een 50e positie.

## NPO Radio 2 Top 2000
| Nummer met noteringen in de NPO Radio 2 Top 2000 | '22 | '23 | '24 |
| ------------------------------------------------ | --- | --- | --- |
| Welcome to the Black Parade                      | 953 | 829 | 663 |

1. ↑  Een vetgedrukt getal geeft de hoogste notering aan.
2. ↑  2022 was het eerste jaar met een notering voor dit nummer.